# Јогавил (Вирџинија)
Јогавил (енгл. Yogaville) насељено је место без административног статуса у америчкој савезној држави Вирџинија.

## Демографија
По попису из 2010. године број становника је 226.
| Група             | 2000.    | 2010.       |
| Белци             | 0 (0,0%) | 205 (90,7%) |
| Афроамериканци    | 0 (0,0%) | 4 (1,8%)    |
| Азијати           | 0 (0,0%) | 4 (1,8%)    |
| Хиспаноамериканци | 0 (0,0%) | 7 (3,1%)    |
| Укупно            | 0        | 226         |